# Gymnosarda
Gymnosarda is een monotypisch geslacht van straalvinnige vissen uit de familie van de Scombridae (Makrelen), orde van baarsachtigen (Perciformes).

## Soort
- Gymnosarda unicolor Rüppell, 1836 – Hondstonijn